# Зеугма (стилска фигура)
Зеугма (грч. Ζεύγμα – спајање, мост) је стилска фигура која се најчешће састоји у томе да се један предикат односи на више осталих делова реченице, нпр. субјеката, објеката и сл. – или да више допуна у генитиву зависе од исте именице и сл. Зеугма може служити истовремено и сажимању и паратаксичком гомилању израза у оквиру једне реченице. Данас се под зеугмом подразумева само једна подврста античке зеугме тј. када се исти предикат односи на два различита објекта па се због тога употребљава у два различита значења, једном у правом и једном у пренесеном значењу, а ипак се помиње само једанпут. Спада у фигуре конструкције. Понекад се зеугма сматра врстом силепсе,, понекад се силепса сматра врстом зеугме, а понекад се ове стилске фигуре поистовећују.

## Употреба
Зеугма се увек схвата као афоризам било у књижевности било у свакодневном говору. Понекад се схвата као грешка, али њена стилогеност је неупитна. Она на духовит начин спаја различите појмове и неретко се користи да истакне иронијски или сатирички смисао исказа. Када се комбинује са иронијом, настаје антитеза.

## Примери
- „Наизменце је мрцварио свој мозак и свог магарца.” (Оливер Твист, Чарлс Дикенс)
- „Поче да пали своју цигарету, трепћући очима, челом, целим лицем.” (Нечиста крв, Борисав Станковић)
- "Тамо расло клење и јасење, / Међу нама здравље и весеље." (Женидба Ђурђа Смедеровца, српска народна песма)
- Докази су поделили судије, а судије мито.[6]
- Интимност рађа презир и децу.[6]
- Боље је пасти из француског него из трамваја. (Душко Радовић)

## Сличне стилске фигуре
- Анаколут
- Брахилогија
- Елипса
- Силепса